# Landkreis Giessen
Landkreis Giessen (tysk stavning: Gießen) är ett administrativt distrikt (Landkreis) i mellersta delen av det tyska förbundslandet Hessen.
1. 1 2  GeoNames, 2005, Geonames-ID: 3305827, läs online och läs online.[källa från Wikidata]
2. ↑  hämtat från: tyskspråkiga Wikipedia.[källa från Wikidata]